# خیج (گلبهار)
خیج (چناران)، روستایی از توابع بخش گلمکان شهرستان گلبهار در استان خراسان رضوی ایران است.
متاسفانه معدن آهک مجاور روستای خیج سالهاست در حال نابودی طبیعت زیبای روستای خیج بوده به نحوی که قسمت بزرگی از کوهستان مجاور روستا تسطیح و در آینده دو روستای نیمه کوهستانی جمع آب و خیج به روستایی فاقد جاذبه های طبیعی و کوهستان تبدیل خواهد شد .

## جمعیت
این روستا در بخش گلمکان قرار دارد و براساس سرشماری مرکز آمار ایران در سال ۱۳۸۵، جمعیت آن ۴۵۷ نفر (۱۱۱خانوار) بوده‌است.